# 다나카 아스나
다나카 아스나(일본어: 田中 明日菜, 1988년 4월 23일 ~ )는 일본의 여자 축구 선수로 현재 대한민국 WK리그의 화천 KSPO에서 미드필더로 활약하고 있으며 2012년 하계 올림픽 은메달리스트이다.

## 클럽 경력

### 다사키 페룰
2007 시즌을 앞두고 나데시코 리그 디비전 1의 다사키 페룰에서 데뷔한 이후 2008 시즌을 끝으로 팀이 해체될 때까지 41경기 2골을 기록하며 2007 시즌 리그 준우승과 황후배 준우승, 2008 시즌 리그 4위와 황후배 4강 진출 등의 성과를 남겼다.

### INAC 고베 레오네사1기
2009 시즌을 앞두고 같은 리그의 명문팀인 INAC 고베 레오네사로 이적한 뒤 2013 시즌까지 공식전 109경기 21골을 터뜨리며 리그 3연패, 황후배 4연패, 2012 시즌 WE 리그컵 준우승, 2013 시즌 WE 리그컵 우승, 2012년 한일여자리그 챔피언십 우승, 2012년 국제 여자 클럽 챔피언십 준우승, 2013년 국제 여자 클럽 챔피언십 우승 등을 이끌었다.

### 아인트라흐트 프랑크푸르트
2013-14 시즌을 앞두고 독일 프라우엔-분데스리가의 아인트라흐트 프랑크푸르트로 이적한 뒤 2014-15 시즌까지 공식전 28경기 2골을 기록하며 2013-14 시즌 리그 준우승과 DFB-포칼 우승 등에 이바지했다.

### INAC 고베 레오네사 2기
2014-15 시즌을 마친 후 친정팀인 INAC 고베 레오네사로 복귀하여 2017 시즌까지 팀의 주축 미드필더로 활약하며 2015 시즌 리그 3위와 2회 연속 리그 준우승, 황후배 2연패, 나데시코 리그컵 2회 연속 준우승 등에 공헌했다.

### 경주 한국수력원자력
2018 시즌을 앞두고 대한민국 WK리그의 경주 한국수력원자력 입단을 통해 처음으로 한국 리그 무대를 밟은 후 2023 시즌까지 6시즌동안 한수원의 주축으로 활약하면서 리그 4회 준우승 및 2019 시즌 리그 3위, 2021년 전국 여자 축구 선수권 대회 준우승, 2022년 전국 여자 축구 선수권 대회 우승 등에 이바지했다.

### 화천 KSPO
2023 시즌 종료 후 경주 한수원을 떠나 2024 시즌을 앞두고 같은 WK리그 소속팀이자 전 시즌 준우승팀인 화천 KSPO에 입단했다.

## 국가대표팀 경력

### 일본 U-20 여자 대표팀
2005년 AFC U-17 여자 챔피언십에 일본 U-17 여자 대표팀의 일원으로 참가하여 U-17 여자 아시안컵 초대 챔피언 등극에 기여했다.

### 일본 여자 A대표팀
핀란드와의 2011년 알가르브컵 A조 2차전에서 일본 여자 A대표팀에서의 국제 A매치 데뷔전을 치른 후 3개월 뒤에 개막한 2011년 FIFA 여자 월드컵 본선에 참가하여 일본 여자 축구 역사상 첫 월드컵 우승의 기쁨을 맛보았다.
그리고 같은 해 9월 1일 열린 태국과의 2012년 하계 올림픽 아시아 지역 최종 예선 1차전에서 A매치 데뷔골을 터뜨리며 3-0 완승에 일조한 뒤 홈팀 중국과의 최종전에서도 선제골이자 결승골을 터뜨리며 3회 연속이자 통산 4번째 올림픽 본선 진출을 이끌었다.
그 뒤 2012년 하계 올림픽 본선에도 참가하여 은메달이라는 일본 여자 축구 역사상 첫 올림픽 메달이자 1968년 대회에서 동메달을 따낸 남자 축구 대표팀 이후 무려 44년만의 일본 축구 역사상 올림픽 2번째 메달 획득이라는 큰 성과에 기여했다.
그로부터 3년 뒤에 열린 2015년 FIFA 여자 월드컵에도 참가하여 일본의 2회 연속 여자 월드컵 결승 진출에 기여했으나 결승에서 여자 축구 세계 최강 미국의 벽을 넘지 못하면서 결국 2회 연속 여자 월드컵 우승 대신 사상 첫 여자 월드컵 준우승에 만족해야 했으며 이듬해인 2016년 A매치 통산 39경기 3골의 기록을 남긴 후 국가대표팀 유니폼을 반납했다.

## 통계
| 일본 | 일본 | 일본 |
| 연도 | 출전 | 득점 |
| ---- | ---- | ---- |
| 2011 | 6    | 2    |
| 2012 | 13   | 1    |
| 2013 | 9    | 0    |
| 2014 | 2    | 0    |
| 2015 | 6    | 0    |
| 2016 | 3    | 0    |
| 통산 | 39   | 3    |

## 대회 성적

### 클럽
다사키 페룰
- 나데시코 리그 디비전 1 : 준우승 (2007), 4위 (2008)
- 황후배 : 준우승 (2007), 4강 (2008)

INAC 고베 레오네사
- 나데시코 리그 디비전 1 : 우승 (2011, 2012, 2013), 준우승 (2016, 2017), 3위 (2015)
- 황후배 : 우승 (2010, 2011, 2012, 2013, 2015, 2016), 4강 (2009)
- 나데시코 리그컵 : 우승 (2013), 준우승 (2012, 2016, 2017), 4강 (2010)
- 한·일 여자 리그 챔피언십 : 우승 (2012)
- 국제 여자 클럽 챔피언십 : 우승 (2013), 준우승 (2012)

 아인트라흐트 프랑크푸르트 (여자)
- 프라우엔-분데스리가 : 준우승 (2013-14)
- DFB-포칼 프라우엔 : 우승 (2013-14)

 경주 한국수력원자력 (여자)
- WK리그 : 준우승 (2018, 2020, 2021, 2022), 3위 (2019)
- 전국 여자 축구 선수권 대회 : 우승 (2022), 준우승 (2021)

### 국가대표팀
일본 여자 U-17
- AFC U-17 여자 아시안컵 : 우승 (2005)

 일본
- FIFA 여자 월드컵 : 우승 (2011), 준우승 (2015)
- 하계 올림픽 : 은메달 (2012)
- 알가르브컵 : 준우승 (2012)

### 개인 수상
- 나데시코 리그 디비전 1 베스트 11 : 2011, 2012